# 24 de agosto
El 24 de agosto es el 236.º (ducentésimo trigésimo sexto) día en el calendario gregoriano y el 237.º en los años bisiestos. Quedan 129 días para finalizar el año.

## Acontecimientos
- 79: en Italia, el volcán Vesubio entra en erupción, arrasando las ciudades romanas de Pompeya, Herculano y Estabia.
- 358: en las localidades bitinias de Nicomedia y Nicea (en la actual Turquía) ―precedido por dos horas de oscuridad― se registra un terremoto. El incendio resultante termina de destruir las ciudades.[1]
- 410: en Roma, los visigodos saquean la ciudad. Alarico I hace prisionera a Gala Placidia, hermana del emperador Honorio.
- 1238: en Andalucía (España), Fernando III de Castilla conquista Montoro.
- 1511: en Malasia, Afonso de Albuquerque conquista Malaca, primera plaza del comercio del océano Índico.
- 1541: en la provincia de Antioquia (en la actual Colombia), el teniente Jerónimo Luis Tejelo y sus hombres (enviados del mariscal Jorge Robledo) son los primeros europeos en conocer el Valle de Aburrá, nombrándolo Valle de San Bartolomé de los Alcázares. En ese lugar, el 2 de marzo de 1616 otro grupo de soldados (encabezados por Francisco Herrera Campuzano) fundarán la aldea de San Lorenzo de Aburrá (actual Medellín).[2]
- 1562: en Ávila (España), Teresa de Jesús funda el convento de San José, primera piedra de la Reforma del Carmelo.
- 1572: en París (Francia), la población católica asesina a más de 3000 hugonotes (matanza de San Bartolomé).
- 1563: ocurre una conjunción de Júpiter y Saturno.
- 1639: en el Valle del Cauca (suroeste de Colombia), el capitán español Juan Lemos Aguirre y sus hombres fundan la aldea de San Bartolomé de Tuluá.
- 1812: en el sur de España, el ejército hispano-anglo-portugués consigue poner fin al sitio de Cádiz
- 1814: el ejército británico invade territorio estadounidense. Un comando llega hasta la capital (Washington), y el presidente James Madison escapa de la Casa Blanca. El Capitolio, la Casa Blanca y varios edificios gubernamentales son incendiados. Esta es la primera vez en la historia que Estados Unidos es invadido.
- 1821: en la ciudad de Córdoba, Veracruz, el virrey Juan O'Donojú y Agustín de Iturbide, comandante del Ejército Trigarante, firman los Tratados de Córdoba por el cual se reconoce a Nueva España como un imperio independiente.
- 1837: en Villar de los Navarros (Zaragoza, España) ―en el marco de la Primera Guerra Carlista― se libra la batalla de Villar de los Navarros.
- 1852: John Russell Hind descubre el asteroide número 18, bautizado Melpómene.
- 1867: James Craig Watson descubre el asteroide número 93, bautizado Minerva.
- 1883: en Indonesia se intensifican las erupciones del volcán Krakatoa, que explotará el 27 de agosto y dejará un saldo de 36.417 víctimas fatales.
- 1904: en Liaoyang (nordeste de China) ―en el marco de la guerra ruso-japonesa―, se inicia la batalla de Liaoyang.
- 1937: los dirigentes políticos del Partido Nacionalista Vasco y los mandos de las fuerzas italianas que combatían en la guerra civil española firman el Pacto de Santoña.
- 1937: en Gijón (España) se proclama el Consejo Soberano de Asturias y León.
- 1940: en Hamburgo (Alemania) ―en el marco de la Segunda Guerra Mundial (1939-1945)―, entra en servicio el acorazado Bismarck.
- 1940: en Londres (Reino Unido) ―en el marco de la Segunda Guerra Mundial―, los nazis bombardean a la población civil. Churchill responde a la agresión bombardeando a la población civil de Berlín (Día del Águila).
- 1944: en la Segunda Guerra Mundial, París es liberada de la ocupación alemana.
- 1949: se hace vigente el tratado que establece la OTAN.
- 1962: en Venezuela se inaugura el Puente General Rafael Urdaneta que une las costas oriental y occidental del lago de Maracaibo.
- 1962: en Yakarta (Indonesia) comienzan los IV Juegos Asiáticos.[3]
- 1962: en un pozo artificial en el área de pruebas atómicas de Nevada (a unos 100 km al noroeste de la ciudad de Las Vegas), a las 7:00 a. m. (hora local), Estados Unidos detona su bomba atómica York, de 5 kilotones (a 226 m bajo tierra). A las 9:00 detona la bomba Bobac, de 2.5 kilotones (a 206 m bajo tierra). Son las bombas n.º 284 y 285 de las 1132 que Estados Unidos detonó entre 1945 y 1992.
- 1963: en Venezuela, las Fuerzas Armadas de Liberación Nacional, en acción propagandística, retienen al famoso futbolista argentino Alfredo Di Stéfano, en la operación Julián Grimau, luego devuelto sano y salvo.[4]
- 1967: a 228 m bajo tierra, en el área de pruebas atómicas de Nevada, a las 5:30 a. m. (hora local), Estados Unidos detona su bomba atómica Lexington, de 0,8 kilotones. Es la bomba n.º 517 de las 1132 que Estados Unidos detonó entre 1945 y 1992.
- 1970: en Bangkok (Tailandia) comienzan los VI Juegos Asiáticos.[5]
- 1991: Ucrania se independiza de la Unión Soviética.
- 1994: en Montevideo (Uruguay) ocurren graves enfrentamientos entre la policía y manifestantes cerca del Hospital Filtro.
- 1995: en Estados Unidos, Microsoft lanza al mercado el sistema operativo Windows 95.[6][7]
- 1996: en Estados Unidos, Microsoft lanza al mercado el sistema operativo Windows NT 4.0.
- 1999: es publicado el álbum debut Christina Aguilera (álbum).
- 2001: sobre el océano Atlántico, el vuelo 236 de Air Transat, en su ruta desde Toronto (Canadá) hasta Lisboa (Portugal), se queda sin combustible debido a una fuga. Tuvo que desviarse al aeropuerto más cercano planeando hasta aterrizar de emergencia en las islas Azores. Esto supuso el planeo más largo de un avión comercial en la historia, volando sin motores durante 30 minutos y recorriendo 120 kilómetros. Los 306 pasajeros sobreviven.
- 2001: el cantante español Joaquín Sabina sufre un leve infarto cerebral
- 2003: en Hungría, Fernando Alonso gana el Gran Premio de Hungría y se convierte ―hasta 2008― en el piloto más joven de la historia en ganar un Gran Premio de Fórmula 1, además de ser el primer español en conseguir una victoria en esta competición.
- 2006: la Unión Astronómica Internacional publica una nueva definición de planeta que excluye a Plutón. El sistema solar reduce su número de planetas de nueve a ocho.

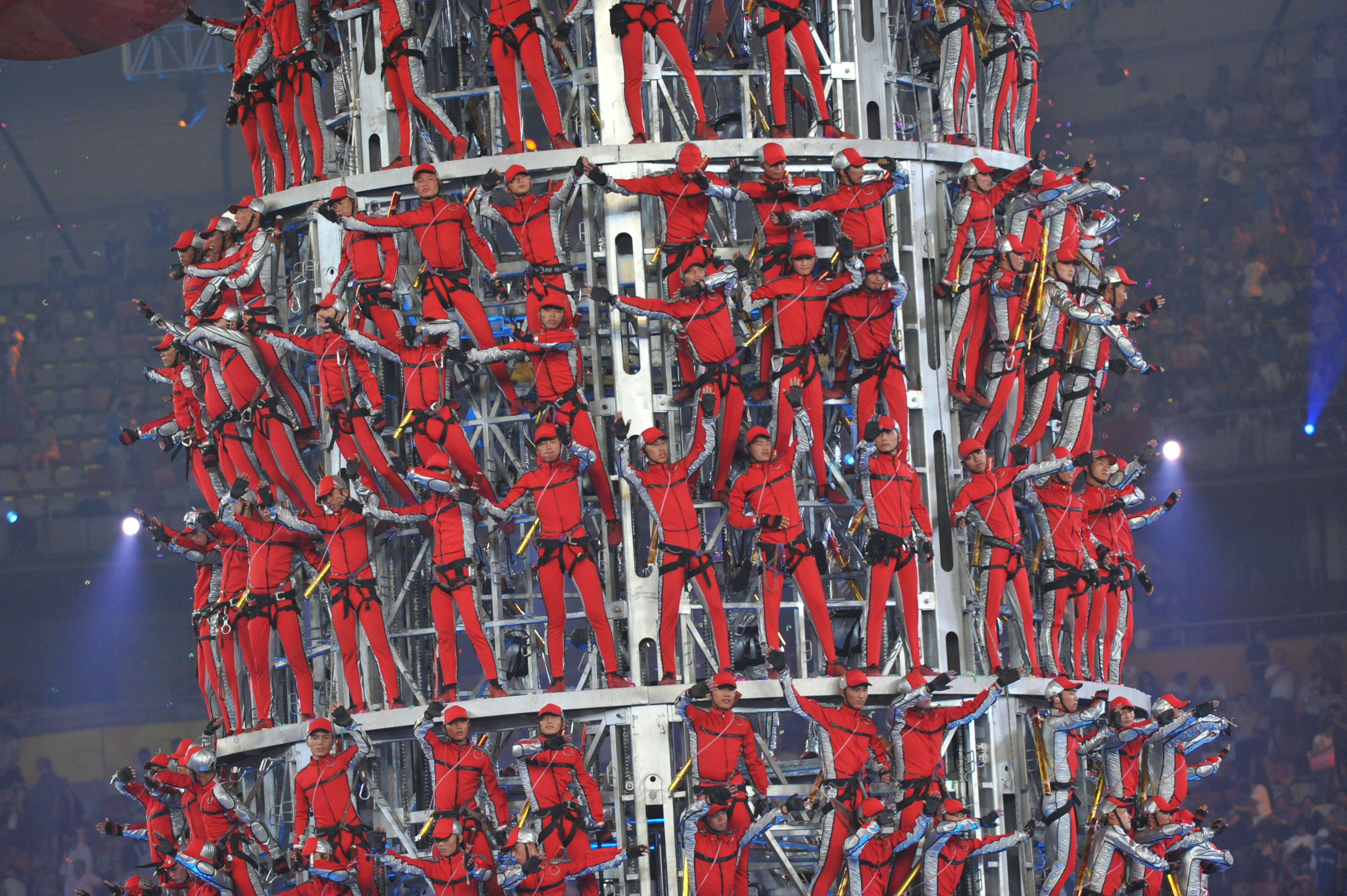
Ceremonia de clausura de los Juegos Olímpicos Pekín 2008.

- 2008: la Selección Argentina Masculina de Baloncesto derrota a sus pares de Lituania para obtener así la medalla de bronce en los Juegos Olímpicos de Pekín 2008. Es el último gran logro de la Generación Dorada.
- 2008: en China se lleva a cabo la ceremonia de clausura de los Juegos Olímpicos de Pekín 2008.
- 2010: en la Base Aérea de Morón en Sevilla (España), se estrella en el despegue un Eurofighter Typhoon a la velocidad de 300 km/h, en el cual, un piloto resultó ileso, pero el otro falleció.
- 2010: se publica el disco Teenage Dream de Katy Perry.
- 2011: en Estados Unidos, Steve Jobs renuncia a su cargo de director de la empresa Apple.
- 2011: en la provincia de Loreto (Perú), un terremoto de magnitud 7 grados de la escala de Richter sacude Pucallpa. El epicentro se ubicó en el pueblo de Contamana, afectando varias regiones. Dejó 1 muerto y muchos heridos. Causó daños menores en colegios y casas en Junín, Ucayali y Loreto, y un cerro se derrumbó en Moyobamba. Se reportaron réplicas y el USGS registró una de magnitud 5.4. El terremoto también fue sentido en Colombia, Ecuador y Brasil.

Juegos Paralímpicos de Tokio 2020.

- 2016: se celebra en la ciudad de Los Ángeles (California) el Día de Kobe Bryant (Kobe Bryant Day) en honor del exjugador de baloncesto de la NBA Kobe Bryant.
- 2016: un terremoto en la provincia de Rieti (Italia) de magnitud 6,2 en la escala de Richter causa al menos 267 muertos en el centro del país.
- 2016: un terremoto sacude Birmania de magnitud 6,8 en la escala de Richter.
- 2021: ceremonia de apertura de los Juegos Paralímpicos de Tokio 2020.

## Nacimientos
- 1113: Godofredo V de Anjou, aristócrata normando (f. 1151).
- 1198: Alejandro II, rey escocés (f. 1249).
- 1358: Juan I, rey castellano (f. 1390).
- 1393: Conde de Richemont, aristócrata francés (f. 1458).
- 1484: Bartolomé de las Casas, dominico español, obispo de Chiapas (México) y defensor de los indígenas americanos (f. 1566).
- 1493: Girolamo Bellarmato, arquitecto, ingeniero y cartógrafo italiano (f. 1555).
- 1552: Lavinia Fontana, pintora italiana (f. 1614).
- 1591: Robert Herrick, poeta británico (f. 1674).
- 1635: Peder Schumacher, aristócrata danés (f. 1699).
- 1643: Alfonso VI, rey portugués (f. 1683).
- 1698: Erik Pontoppidan, teólogo y ornitólogo danés (f. 1764).
- 1736: Stanisław Małachowski, político polaco, primer primer ministro de Polonia (f. 1809).
- 1750: María Leticia Ramolino, madre de Napoleón Bonaparte (f. 1836).
- 1753: Bartolina Sisa, heroína indígena aimara, virreina y comandante (f. 1782).
- 1758: Sofía Federica de Mecklemburgo-Schwerin, aristócrata alemana, princesa de Dinamarca y Noruega (f. 1794).

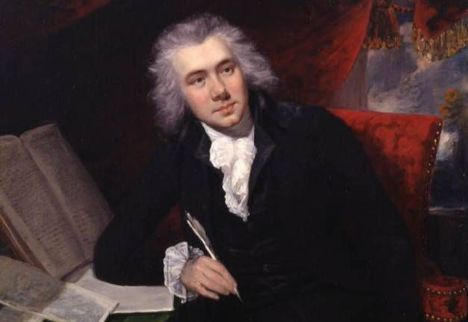
William Wilberforce

- 1759: William Wilberforce, político, filántropo y abolicionista británico (f. 1833).
- 1767: Hans Conrad Escher von der Linth, político, artista y científico suizo (f. 1823).
- 1772: Guillermo I, rey neerlandés (f. 1843).
- 1776: Józef Maria Hoene-Wroński, matemático y filósofo mesianista polaco (f. 1853).
- 1780: Bartolomé Salom, militar venezolano (f. 1863).
- 1786: Felipe Arana, jurisconsulto y político argentino (f. 1865).
- 1787: James Weddell, marino británico (f. 1834).
- 1805: Albrecht Gustav von Manstein, general prusiano (f. 1877).
- 1808: Bartolomé Herrera, sacerdote y político peruano, padre del conservadurismo de ese país; director de la Biblioteca Nacional y rector del Colegio de San Carlos (f. 1864).
- 1810: Theodore Parker, teólogo, escritor y abolicionista estadounidense (f. 1860).
- 1815: Bartolomé Calvo, 43.er presidente colombiano (f. 1889).
- 1816: Merceditas San Martín, mujer argentina, hija del general José de San Martín (f. 1875).
- 1821: Catalina Federica de Wurtemberg, aristócrata alemana (f. 1898).
- 1826: Marcial del Adalid, compositor español (f. 1881).
- 1831: Augusto de Suecia, príncipe sueco (f. 1873).
- 1833: Luis Piedrabuena, marino y patriota argentino (n. 1883).
- 1837: Théodore Dubois, músico y compositor francés (f. 1924).
- 1837: Adolf Wilbrandt, dramaturgo y novelista alemán (f. 1911).
- 1838: Felipe de Orleans, conde de París (f. 1894).
- 1855: María Teresa de Braganza, aristócrata («archiduquesa» e «infanta de Portugal») austríaca (f. 1944).
- 1856: Felix Mottl, director y compositor austríaco (f. 1911).
- 1856: Manuel Allendesalazar, político español (f. 1923).
- 1864: Hermann Weingärtner, gimnasta alemán (f. 1919).
- 1865: Fernando I de Rumania, rey rumano (f. 1927).
- 1870: Vladímir Purishkévich, político, antisemita y nacionalista ruso (f. 1920).
- 1872: Max Beerbohm, escritor y caricaturista británico (f. 1956).
- 1876: Florencio Parravicini, actor argentino (f. 1941).
- 1876: Nesta Webster, historiadora británica (f. 1960).
- 1881: Vincenzo Lancia, piloto y empresario italiano (f. 1937).
- 1883: Alberto Bonacossa, industrial y dirigente deportivo italiano (f. 1953).
- 1889: Moisés Simons, director de orquesta, compositor y pianista cubano (f. 1945).
- 1890: Duke Kahanamoku, nadador hawaiano, considerado el padre del surf moderno (f. 1968).

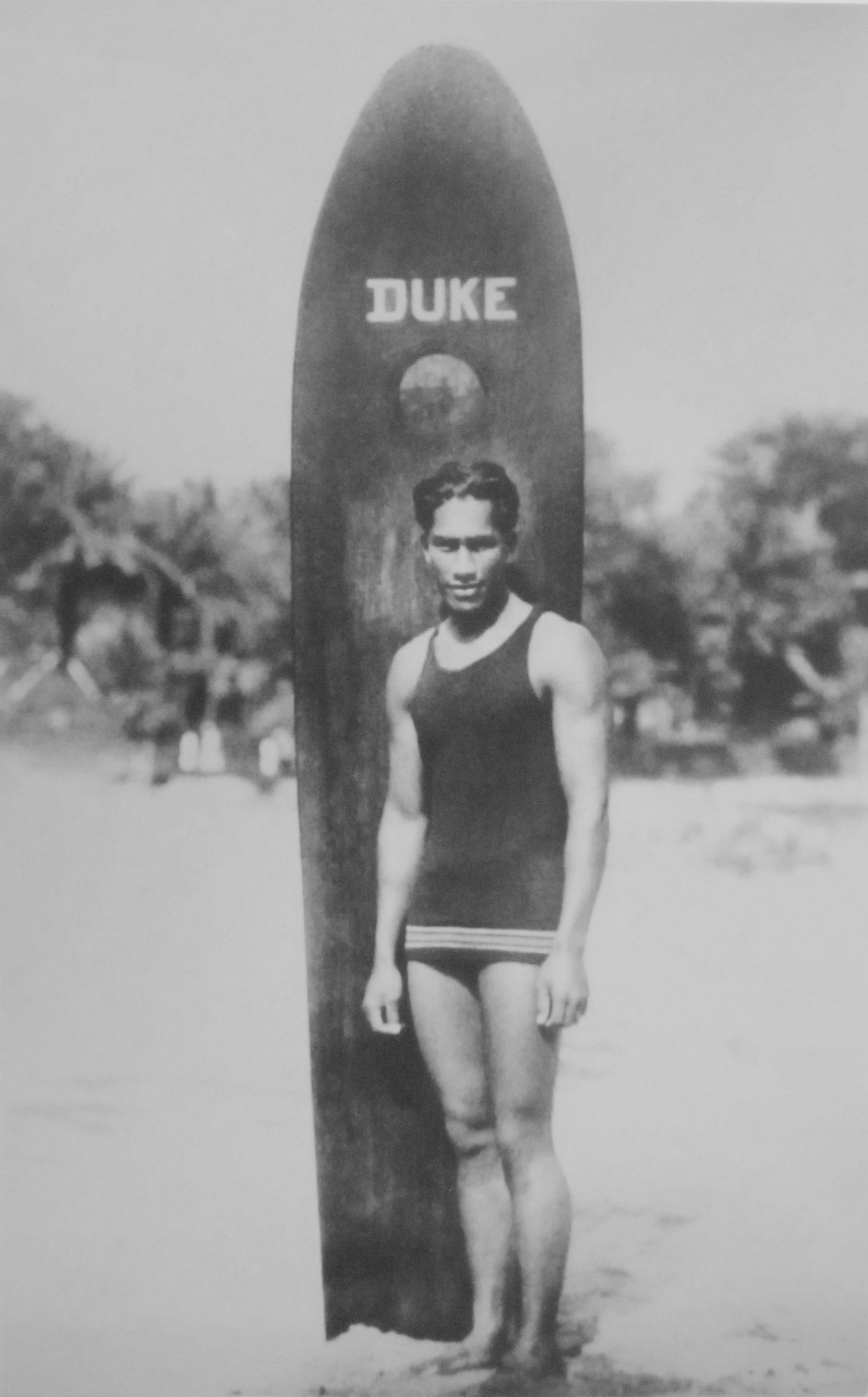
Duke Paoa Kahanamoku

- 1890: Jean Rhys, novelista caribeña (f. 1979).
- 1895: Arturo Álvarez-Buylla Godino, militar español (f. 1937).
- 1895: Victor Halperin, cineasta estadounidense.

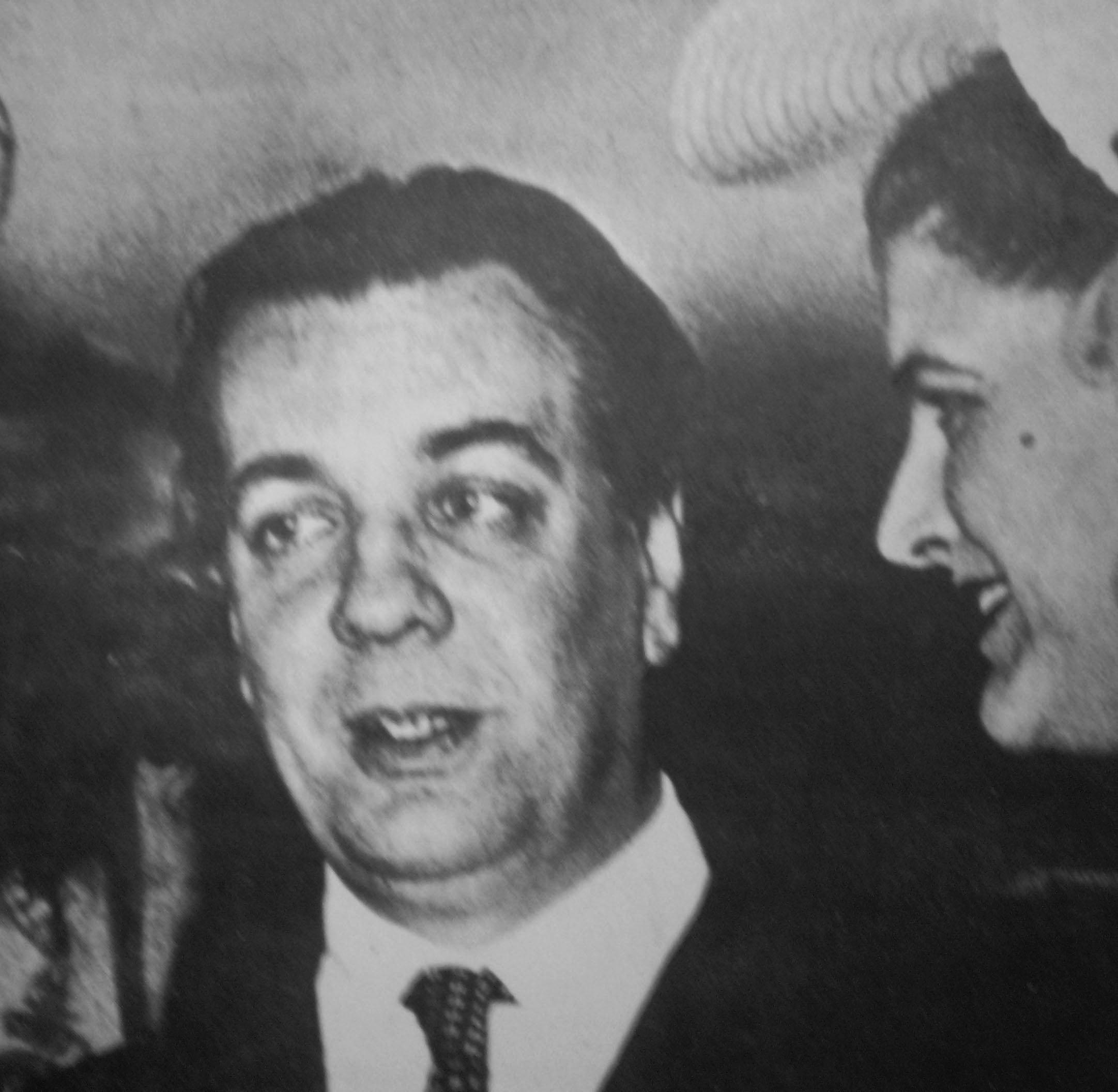
Jorge Luis Borges

- 1899: Jorge Luis Borges, escritor argentino (f. 1986).
- 1899: Ferhat Abbas, político, líder nacionalista y primer presidente argelino (f. 1985).
- 1899: Albert Claude, médico y biólogo francés, premio nobel de medicina en 1974 (f. 1983).
- 1900: Leonardo Conti, médico nazi, director de la Asociación Médica Nacionalsocialista Alemana (f. 1945).
- 1900: Preston Foster, cantante estadounidense (f. 1970).
- 1902: Fernand Braudel, historiador francés (f. 1985).
- 1902: Carlo Gambino, mafioso italiano, jefe de la Familia Gambino (f. 1976).
- 1903: Patricio Escobal, futbolista español (f. 2002).
- 1903: Karl Hanke, político alemán, último comandante de las SS nazis (f. 1945).
- 1903: Graham Sutherland, artista británico (f. 2002).
- 1904: Ramón Castroviejo, oftalmólogo español (f. 1987).
- 1904: Aparicio Méndez, político y dictador uruguayo (f. 1988).
- 1904: Alice White, actriz estadounidense (f. 1983).
- 1905: Siaka Stevens, político y dictador sierralones (f. 1988).
- 1905: Arthur Crudup, músico de blues estadounidense (f. 1974).
- 1906: Ruth Berlau, actriz, directora, fotógrafa y escritora danesa (f. 1974).
- 1911: Michel Pablo, líder trotskista de origen griego (f. 1996).
- 1911: Durward Kirby, comentarista, presentador y humorista estadounidense (f. 2000).
- 1911: Siegfried Seidl, oficial nazi alemán, miembro de las Waffen-SS (f. 1947).
- 1912: Alita Román, actriz argentina (f. 1989).
- 1913: Malcolm Knowles, pedagogo estadounidense (f. 1997).
- 1914: Coralia Fandiño Ricart, mujer gallega, de las hermanas Las Dos Marías (f. 1983).
- 1915: Ángel Magaña, actor argentino (f. 1982).
- 1915: James Tiptree, Jr., escritora estadounidense (f. 1987).
- 1916: Amparito Arozamena, actriz mexicana (f. 2009).
- 1916: Léo Ferré, pianista y poeta francés (f. 1993).
- 1918: Avery Dulles, cardenal estadounidense (f. 2008).
- 1919: Carlos Julio Arosemena Monroy, político y presidente ecuatoriano (f. 2004).
- 1919: Benny Moré, cantautor cubano (f. 1963).
- 1920: Alex Colville, pintor canadiense (f. 2013).
- 1922: Lennart Nilsson, fotógrafo y científico sueco (f. 2017).
- 1922: René Lévesque, periodista y político nacionalista canadiense (f. 1987).
- 1922: Howard Zinn, historiador y activista estadounidense (f. 2010).
- 1922: Ahmadou Ahidjo, político y primer presidente camerunés (f. 1989).
- 1923: Arthur Jensen, psicólogo estadounidense (f. 2012).
- 1923: Jean-Marc Thibault, actor y director francés (f. 2017).
- 1924: Jimmy Gardner, actor británico (f. 2010).
- 1927: Harry Markowitz, economista estadounidense, premio en ciencias económicas en memoria de Alfred Nobel 1990 (f. 2023).
- 1927: David Ireland, novelista australiano (f. 2022).
- 1928: Levkó Lukiánenko, diplomático, activista y político ucraniano (f. 2018).
- 1928: Antonio Ozores, actor y cineasta español (f. 2010).

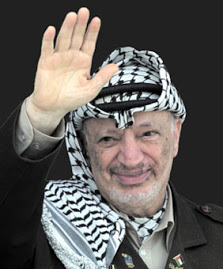
Yasir Arafat

- 1929: Yasir Arafat, dirigente palestino, premio nobel de la paz en 1994 (f. 2004).
- 1933: Guillermo Brédeston, actor argentino (f. 2018).
- 1933: Alberto Olmedo, humorista argentino (f. 1988).
- 1934: Kenny Baker, actor británico, famoso por interpretar al robot R2-D2 en Star Wars (f. 2016).
- 1935: Lando Buzzanca, actor y comediante italiano (f. 2022).
- 1937: Kenny Guinn, banquero y político estadounidense, 27.º gobernador de Nevada (f. 2010).
- 1939: Julián Icazuriaga, futbolista español (f. 2025).
- 1940: Colita, fotógrafa española (f. 2023).
- 1942: Karen Uhlenbeck, matemática estadounidense.
- 1943: Irma Lozano, actriz mexicana (f. 2013).
- 1944: Gregory Jarvis, astronauta estadounidense fallecido en el transbordador Challenger (f. 1988).
- 1944: Rocky Johnson, luchador profesional estadounidense.
- 1944: Alberto Segado, actor argentino (f. 2010).
- 1945: Vince McMahon, empresario estadounidense, promotor de lucha libre.
- 1945: Ronee Blakley, actriz, productora y cineasta estadounidense.
- 1945: Ken Hensley, compositor británico.
- 1947: Anne Archer, actriz estadounidense.
- 1947: Paulo Coelho, novelista brasileño.
- 1947: Roger De Vlaeminck, ciclista belga, campeón de ciclocrós.
- 1948: Jean-Michel Jarré, intérprete de música electrónica y compositor francés.
- 1948: Sauli Niinistö, político finlandés, presidente de Finlandia entre 2012 y 2024.
- 1948: Alexander McCall Smith, escritor británico.
- 1950: Tim White, paleoantropólogo estadounidense.
- 1951: Orson Scott Card, escritor estadounidense.
- 1951: Oscar Hijuelos, escritor estadounidense (f. 2013).
- 1951: Pacho Herrera, narcotraficante colombiano (f. 1998).
- 1952: Linton Kwesi Johnson, poeta, músico y activista jamaicano.
- 1952: Mike Shanahan, entrenador estadounidense de fútbol americano.
- 1952: Gus Van Sant, cineasta y productor estadounidense.
- 1953: David Blaustein, director de cine y guionista argentino (f. 2021).
- 1955: Mike Huckabee, político estadounidense.
- 1955: Antonio Valero, actor español.
- 1957: Stephen Fry, comediante y actor británico.
- 1958: Steve Guttenberg, actor estadounidense.
- 1959: Rodrigo García Barcha, director de televisión y cineasta colombiano.
- 1960: Guillermo García Cantú, actor mexicano.
- 1960: Cal Ripken, Jr., beisbolista estadounidense.
- 1960: Takashi Miike, cineasta japonés.
- 1960: Franz Viehböck, astronauta austríaco.
- 1960: Stephen Wayne Lindsey, astronauta estadounidense.
- 1961: Jared Harris, actor británico.
- 1962: David Koechner, comediante y actor estadounidense.
- 1963: John Bush, cantante estadounidense, de la banda Anthrax.
- 1963: Claudio García, futbolista argentino.
- 1963: Hideo Kojima, diseñador de videojuegos y cineasta japonés.
- 1963: Peter Rufai, portero nigeriano.
- 1964: Éric Bernard, piloto de automovilismo francés.
- 1964: Dana Gould, comediante y guionista estadounidense.
- 1964: Carlos Hermosillo, futbolista mexicano.
- 1965: Marlee Matlin, actriz estadounidense.
- 1965: Reggie Miller, baloncestista estadounidense.
- 1965: Pavel Telička, lobista checo.
- 1968: Hiroshi_Kitadani cantante japonés.
- 1968: Andreas Kisser, guitarrista brasileño, de la banda Sepultura.
- 1968: Shoichi Funaki, luchador profesional japonés.
- 1968: James Toney, boxeador estadounidense.
- 1969: Pierfrancesco Favino, actor italiano.
- 1969: John Tobias, programador estadounidense.
- 1970: Dan Henderson, luchador estadounidense de artes marciales mixtas.
- 1971: Amy Spanger, actriz, cantante y bailarina estadounidense.
- 1972: Christian Ruud, tenista noruego.
- 1972: Fritz Strobl, esquiador olímpico austríaco.
- 1973: Inge de Bruijn, nadadora neerlandesa.
- 1973: Dave Chappelle, actor y comediante estadounidense.
- 1973: Grey DeLisle, cantante estadounidense.
- 1973: Carmine Giovinazzo, actor estadounidense.
- 1973: Barret Oliver, actor y fotógrafo estadounidense.
- 1973: Javi López Aguilera, futbolista español.
- 1973: Fabio Pecchia, futbolista y entrenador italiano.
- 1974: Órla Fallon, cantante y compositora irlandesa, de la banda Celtic Woman.
- 1974: Takuya Yamada, futbolista japonés.
- 1974: Naser Al-Sohi, futbolista kuwaití (f. 2004).
- 1975: James D'Arcy, actor británico.
- 1975: Kurnia Sandy, futbolista indonesio.
- 1975: Roberto Colombo, futbolista italiano.
- 1976: Simon Dennis, remero británico.
- 1976: Luna Monti, cantante folclórica argentina.

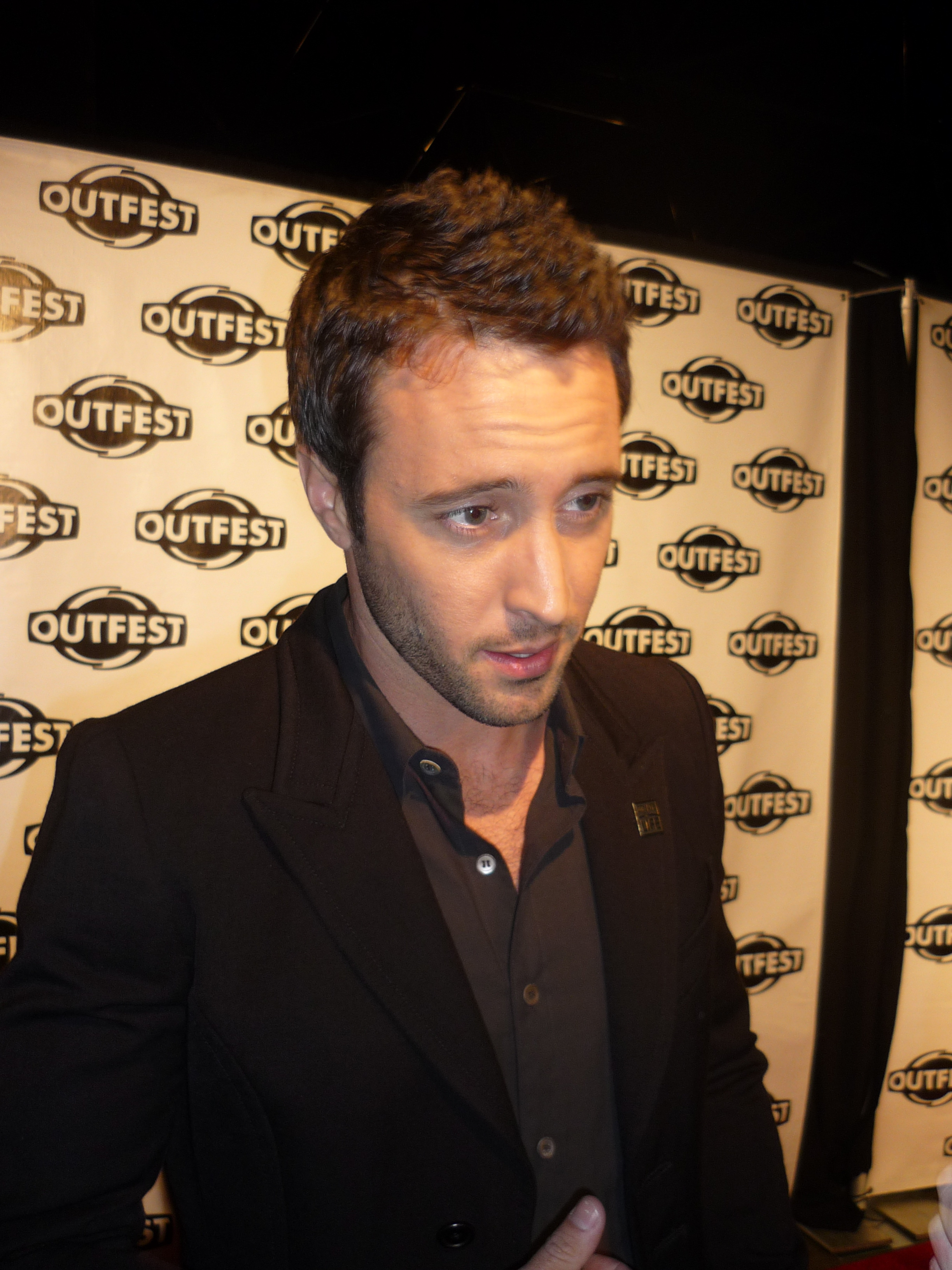
Alex O'Loughlin

- 1976: Alex O'Loughlin, actor australiano.
- 1976: Nordin Wooter, futbolista neerlandés.
- 1977: Massimo Colomba, futbolista suizo.
- 1977: Denilson, futbolista brasileño.
- 1977: Robert Enke, futbolista alemán (f. 2009).
- 1977: John Green, escritor estadounidense.
- 1977: Jürgen Macho, futbolista austríaco.
- 1977: Ezequiel Montalt, actor español.
- 1977: Omar Obaca (Marcos Martínez), actor afroargentino.
- 1978: José Antonio Hermida, ciclista español.
- 1978: Beth Riesgraf, actriz estadounidense.
- 1979: Kaki King, guitarrista, cantante y compositora estadounidense.
- 1979: Michael Redd, baloncestista estadounidense.
- 1980: Sonja Bennett, actriz canadiense.
- 1980: Rachael Carpani, actriz australiana.
- 1980: Yoshikazu Nonomura, futbolista japonés.
- 1981: Tomás Fonzi, actor argentino.

- 1981: Jiro Wang, actor taiwanés.

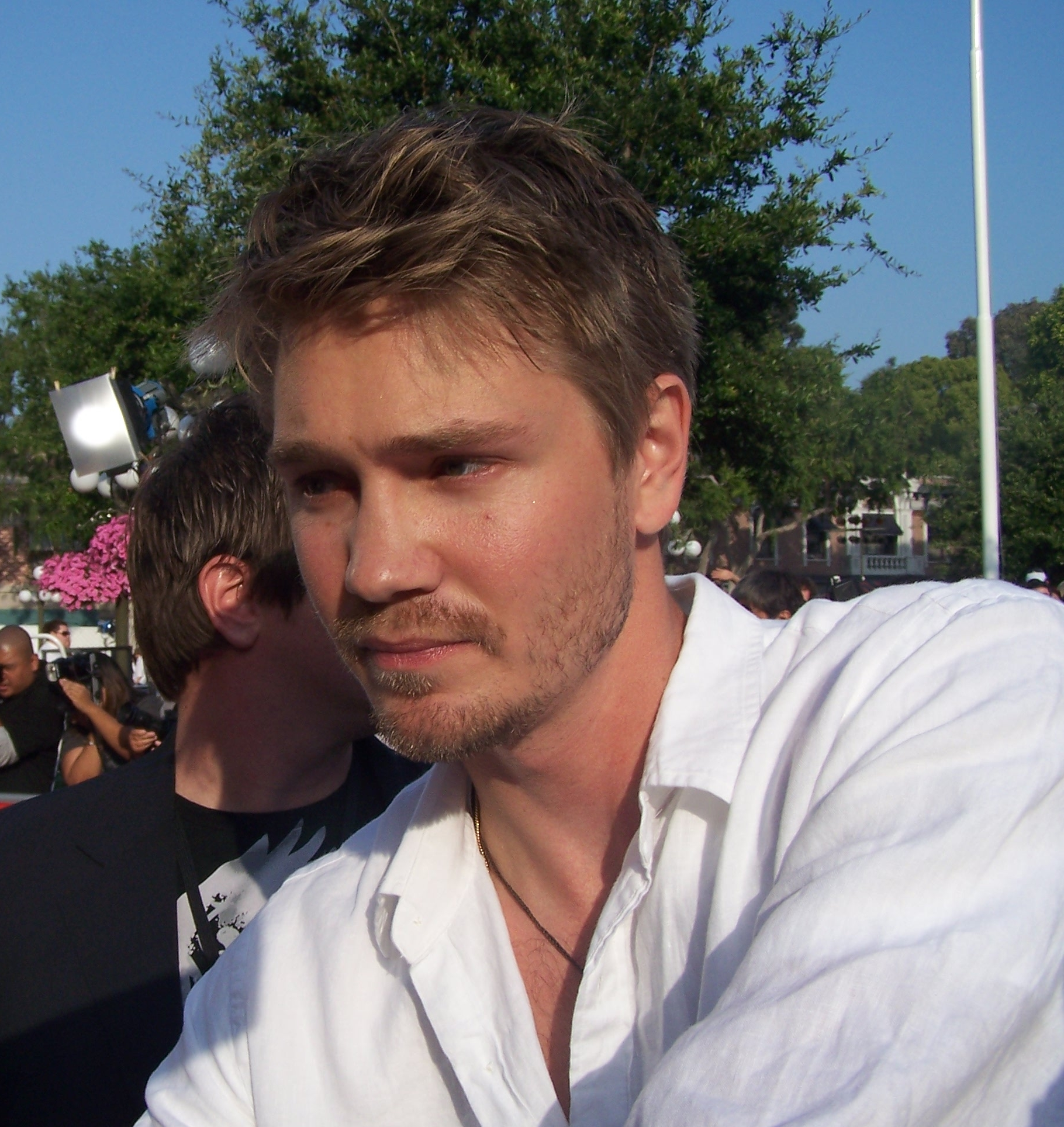
Chad Michael Murray

- 1981: Chad Michael Murray, actor estadounidense.
- 1981: Lorenzo Porzio, remero italiano.
- 1981: Goran Šukalo, futbolista esloveno.
- 1981: Farshid Talebi, futbolista iraní.
- 1981: Fumiko Nakashima, pintora japonesa.
- 1982: José Bosingwa, futbolista portugués.
- 1982: Kim Källström, futbolista sueco.
- 1982: Éder Machado, futbolista brasileño (f. 2014).
- 1983: Martha Higareda, actriz mexicana.
- 1983: Leandro Domingues Barbosa, futbolista brasileño (f. 2025).
- 1984: Miriam Higareda, actriz mexicana.
- 1984: Antonio Longás, futbolista español.
- 1984: Lumidee, rapera y cantante estadounidense.
- 1984: Meghan O'Leary, remera estadounidense.
- 1984: Juraj Tužinský, tirador eslovaco.
- 1984: Charlie Villanueva, baloncestista dominico-estadounidense.
- 1984: Yesung (Kim Jong-Woon), cantante y bailarín coreano, integrante del grupo Super Junior.
- 1985: Hamid Sourian, luchador iraní.
- 1985: Abdoul-Gafar Mamah, futbolista togolés.
- 1986: Joseph Akpala, futbolista nigeriano.
- 1986: Miguel Samudio, futbolista paraguayo.
- 1986: Fabiano Santacroce, futbolista italiano.
- 1987: Luisa María Alcalde Luján, política mexicana.
- 1987: Éric Bauthéac, futbolista francés.
- 1987: Oleksandr Gladki, futbolista ucraniano.
- 1987: Anže Kopitar, jugador esloveno de hockey sobre hielo.
- 1987: Ri Jun-il, futbolista norcoreano.
- 1988: Rupert Grint, actor británico.
- 1988: Maya Yoshida, futbolista japonés.
- 1988: Paula Silva, esgrimista chilena.
- 1989: Rocío Igarzábal, actriz, cantante y modelo argentina.

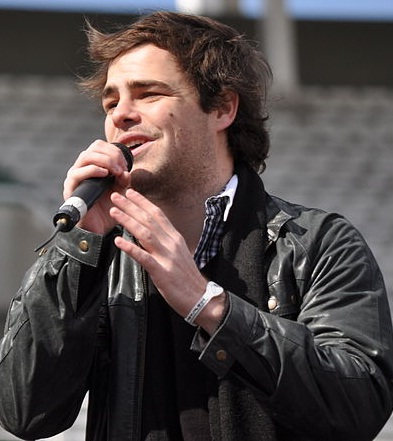
Peter Lanzani

- 1990: Peter Lanzani (Juan Pedro Lanzani), actor y cantante argentino.
- 1990: Diego Brenes, futbolista costarricense.
- 1991: Mark Uth, futbolista alemán.
- 1991: Stefan Bell, futbolista alemán.
- 1992: Varazdat Haroyan, futbolista armenio.
- 1992: Jemerson, futbolista brasileño.
- 1992: Augusto Schuster, actor y cantante chileno.
- 1992: Hans Vanaken, futbolista belga.
- 1992: Mick van Buren, futbolista neerlandés.
- 1993: Maryna Zanevska, tenista ucaniana.
- 1994: Tyler Ennis, baloncestista canadiense.
- 1995: Noah Vonleh, baloncestista estadounidense.
- 1995: Wenwen Han, actriz y violinista china.
- 1995: Ane Etxezarreta, futbolista española.
- 1996: Camila Giangreco Campiz, tenista paraguaya.
- 1996: Kenzō Shirai, gimnasta artístico japonés.
- 1996: Joseph Minala, futbolista camerunés.
- 1996: Lucas Nicchiarelli, futbolista argentino.
- 1996: Nicolás Solabarrieta, futbolista chileno.
- 1996: Wang Zhiyu, jugador de curling chino.

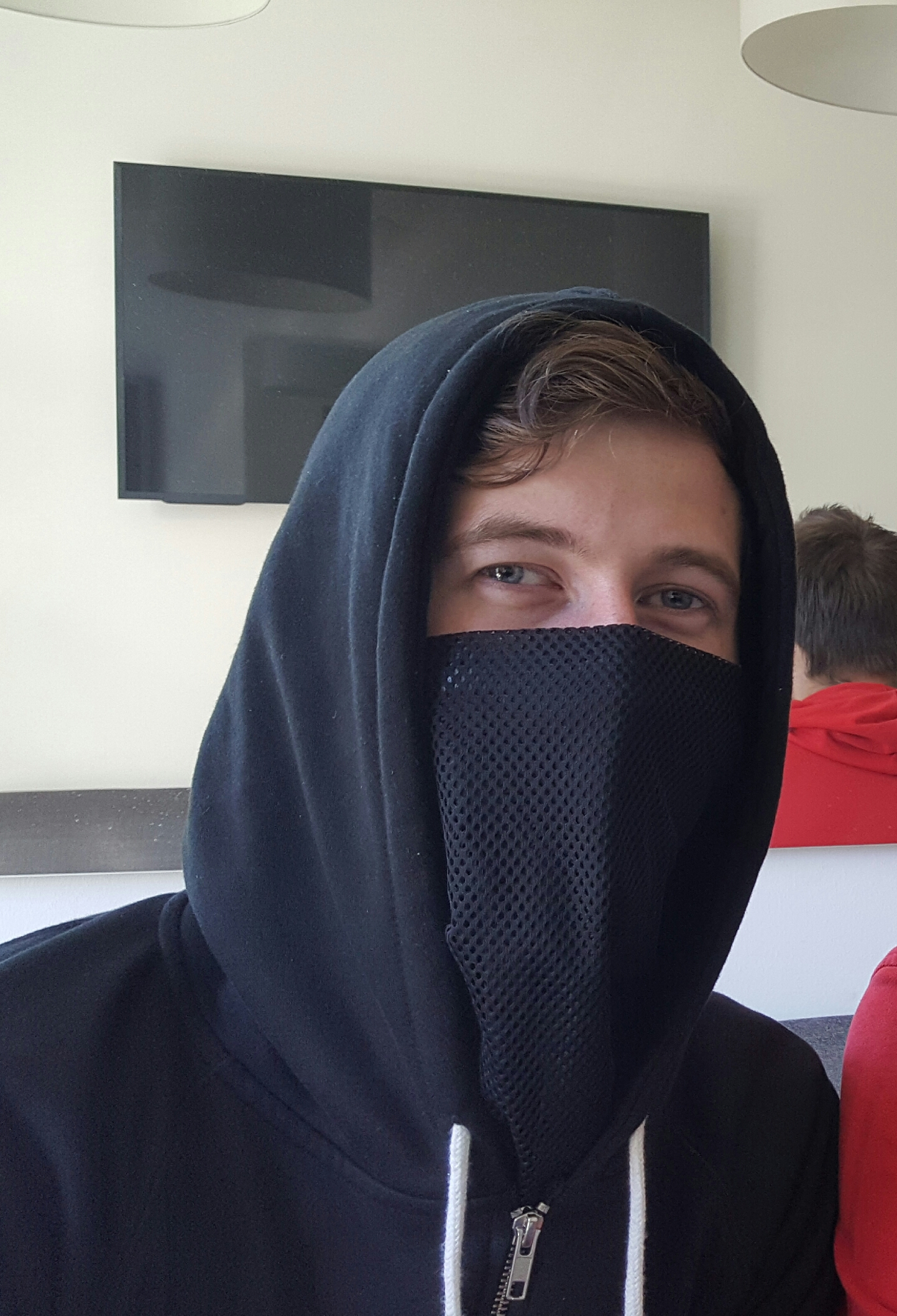
Alan Walker

- 1997: Franklin Archibold, ciclista panameño.
- 1997: Javier Carrasco, rugbista chileno.
- 1997: Han Hye-ri, cantante y actriz surcoreana.
- 1997: Gabi Kanichowsky, futbolista israelí.
- 1997: Philipp Kellner, remero austríaco.
- 1997: Heinz Mörschel, futbolista dominico-alemán.
- 1997: Nicla Mosetti, atleta italiana.
- 1997: Luis Diego Rivas, futbolista costarricense.
- 1997: Karol Robak, taekwondista polaco.
- 1997: Szymon Sajnok, ciclista polaco.
- 1997: Karolina Shiino, modelo japonesa.
- 1997: Alan Walker, productor y DJ noruego.
- 1997: Miki Yanagi, actriz y modelo japonesa.
- 1998: Adrian Brzeziński, atleta polaco.
- 1998: Lassi Lappalainen, futbolista finlandés.
- 1998: Mason Miller, beisbolista estadounidense.
- 1998: Robin Packalen, cantante finlandés.
- 1998: Joaquín Piquerez, futbolista uruguayo.
- 1998: Sofia Richie, modelo estadounidense.
- 1998: Ramón Rodríguez Vázquez, futbolista español.
- 1998: José Carlos Sánchez, futbolista español.
- 1998: Sofia Andres, actriz y modelo filipina.
- 1998: Marc Hirschi, ciclista suizo.
- 1999: Lewis Ferguson, futbolista británico-escocés.
- 1999: Itsuki Hirata, peleadora de artes marciales mixtas japonesa.
- 1999: Garmine Kande, baloncestista congoleño.
- 1999: Alica Stuhlemmer, regatista alemana.
- 1999: Taiga Nishiyama, futbolista japonés.
- 2000: Griffin Gluck, actor estadounidense.
- 2000: Rafa Tresaco, futbolista español.
- 2000: Emanuel Vignato, futbolista italiano.
- 2000: Manuel Sánchez de la Peña, futbolista español.
- 2000: Lewis Miller, futbolista australiano.
- 2001: Xabier Isasa, ciclista español.
- 2001: Borja Marchante, futbolista español.
- 2001: Seiji Kimura, futbolista japonés.
- 2002: Aurora Bado, atleta italiana.
- 2003: Alyona Kostornaya, patinadora artística sobre hielo rusa.
- 2003: Elijah Krahn, futbolista alemán.
- 2003: Estanis Pedrola, futbolista español.
- 2003: Julia Szeremeta, boxeadora polaca.

## Fallecimientos
- 1217: Eustaquio el Monje, corsario francés (n. c. 1170).
- 1347: Gil de Albornoz, arzobispo español (n. c. 1310).
- 1540: Parmigianino, pintor italiano (n. 1503).
- 1617: Isabel Flores de Oliva (Santa Rosa de Lima), religiosa peruana (n. 1586).
- 1648: Diego de Saavedra Fajardo, escritor, político y diplomático español (n. 1584).
- 1809: Lorenzo Hervás y Panduro, enciclopedista español, precursor de la Filología Comparada (n. 1735).
- 1832: Nicolás Léonard Sadi Carnot, científico e ingeniero francés (n. 1796).
- 1835: María del Pilar Melo, aristócrata española (n. 1776).
- 1869: Macedonio Alcalá, compositor mexicano (n. 1831).
- 1881: José Ángel Montero, compositor venezolano (n. 1832).
- 1888: Rudolf Clausius, físico prusiano (n. 1822).
- 1895: Albert Mummery, alpinista y economista británico (n. 1855).
- 1902: Margarita Sofía de Austria, aristócrata austríaco (n. 1870).
- 1922: Concepción Agramonte, patriota independentista cubana (n. 1834).
- 1925: R. G. Bhandarkar, erudito orientalista y activista indio (n. 1837).
- 1925: Félix Sesúmaga, futbolista español (n. 1898).
- 1927: Manuel Díaz Rodríguez, escritor modernista venezolano (n. 1871).
- 1936: María Silva Cruz, libertaria y anarquista española (n. 1915).
- 1940: Paul Nipkow, ingeniero alemán (n. 1860).
- 1943: Simone Weil, filósofa y escritora francesa (n. 1909).
- 1950: Arturo Alessandri, presidente chileno entre 1920 y 1925 y entre 1932 y 1938 (n. 1868).
- 1954: Getúlio Vargas, general y político brasileño (n. 1882).
- 1956: Kenji Mizoguchi, cineasta japonés (n. 1898).
- 1961: Huaso (ex-Faithful) caballo chileno, campeón del mundo en salto alto (n. 1933).
- 1962: Lillian Albertson, actriz estadounidense (n. 1881)
- 1966: Lao She, escritor chino (n. 1899).
- 1978: Louis Prima, músico estadounidense (n. 1910).
- 1979: Hanna Reitsch, aviadora alemana (n. 1912).
- 1982: Francisco Vales Villamarín, historiador y profesor español (n. 1891).
- 1989: Domingo Pérez Minik, escritor español (n. 1903).
- 1995: Alfred Eisenstaedt, fotoperiodista germano-estadounidense (n. 1898).
- 1997: Tete Montoliu, pianista y compositor español de jazz (n. 1933).
- 1997: Luigi Villoresi, piloto italiano de automovilismo (n. 1909).
- 1998: E. G. Marshall, actor estadounidense (n. 1914).
- 1999: Eduardo Endériz, futbolista hispano-uruguayo (n. 1940).
- 2002: Modesto Ciruelos, pintor español (n. 1908).
- 2002: Cornelis Johannes van Houten, astrónomo neerlandés (n. 1920).
- 2003: Wilfred Thesiger, explorador y escritor británico (n. 1910).
- 2004: Elisabeth Kübler-Ross, psiquiatra y escritora suizo-estadounidense (n. 1926).
- 2004: Eduardo Ramírez Villamizar, fue un pintor y escultor colombiano. (n. 1922).
- 2005: Ambrogio Fogar, navegante, explorador, escritor, presentador de televisión, piloto de rally y aventurero italiano (n. 1941).
- 2005: Kaleth Morales, cantautor colombiano de música vallenata (n. 1984).
- 2006: Fernanda de Utrera, cantaora española de flamenco (n. 1923).
- 2007: Aaron Russo, cineasta y activista político estadounidense (n. 1943).
- 2007: Horacio Tomás Liendo, militar y dictador argentino (n. 1924).
- 2008: José Vicente Grecco, futbolista argentino (n. 1929).
- 2009: Daniel Barret, sociólogo anarquista uruguayo (n. 1952).
- 2009: Toni Sailer, esquiador austríaco (n. 1935).
- 2010: Sathoshi Kon, cineasta japonés (n. 1963).
- 2010: Chela del Río, fue una actriz de televisión colombiana (n. 1930).
- 2011: Chango Farías Gómez, cantante argentino (n. 1937).
- 2012: Félix Miéli Venerando, futbolista brasileño (n. 1937).
- 2013: Julie Harris, actriz estadounidense (n. 1925).
- 2014: Richard Attenborough, actor y cineasta británico (n. 1923).
- 2015: Justin Wilson, piloto de automovilismo británico (n. 1978).
- 2016: Michel Butor, escritor francés (n. 1926).

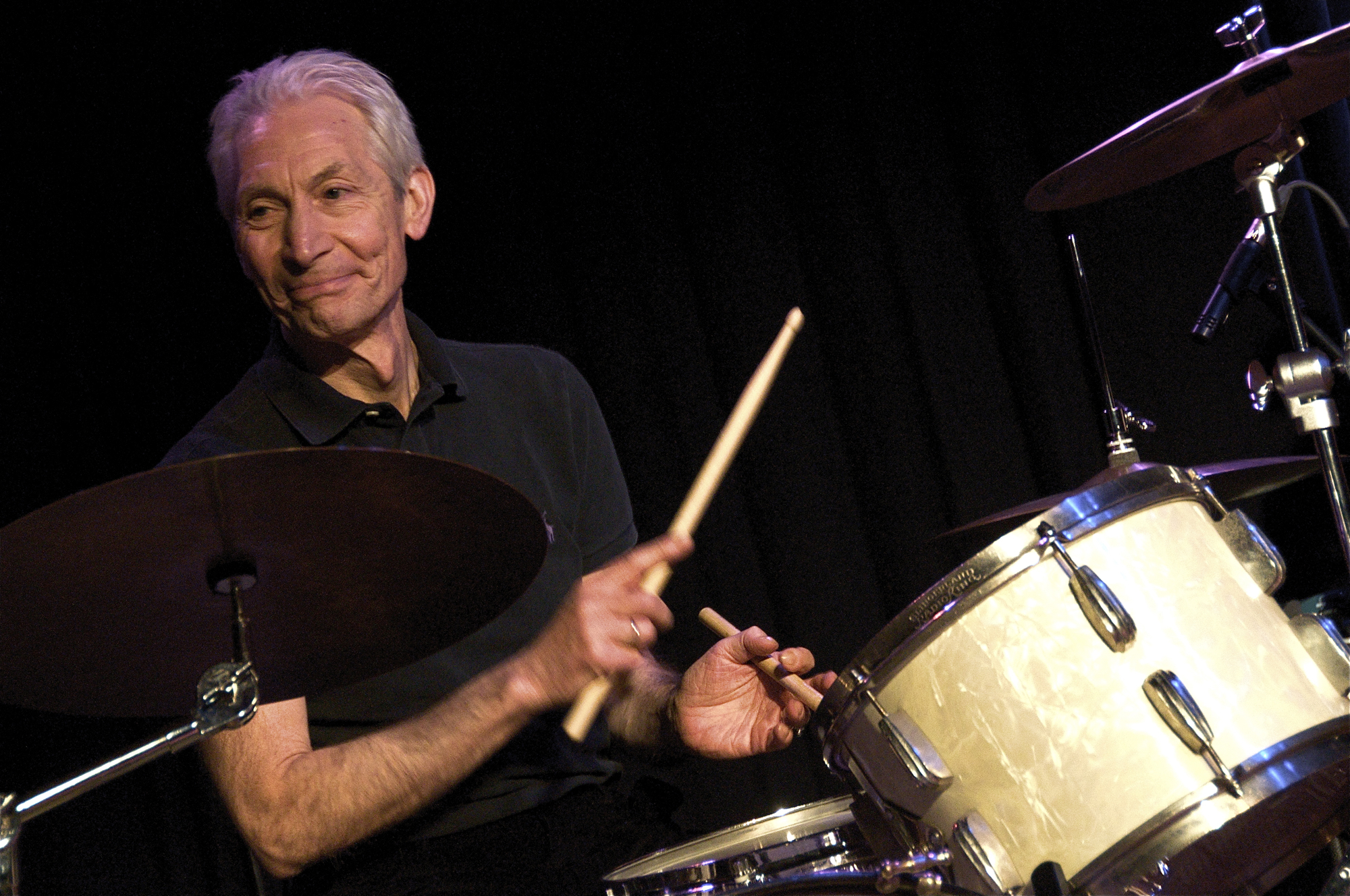
Charlie Watts

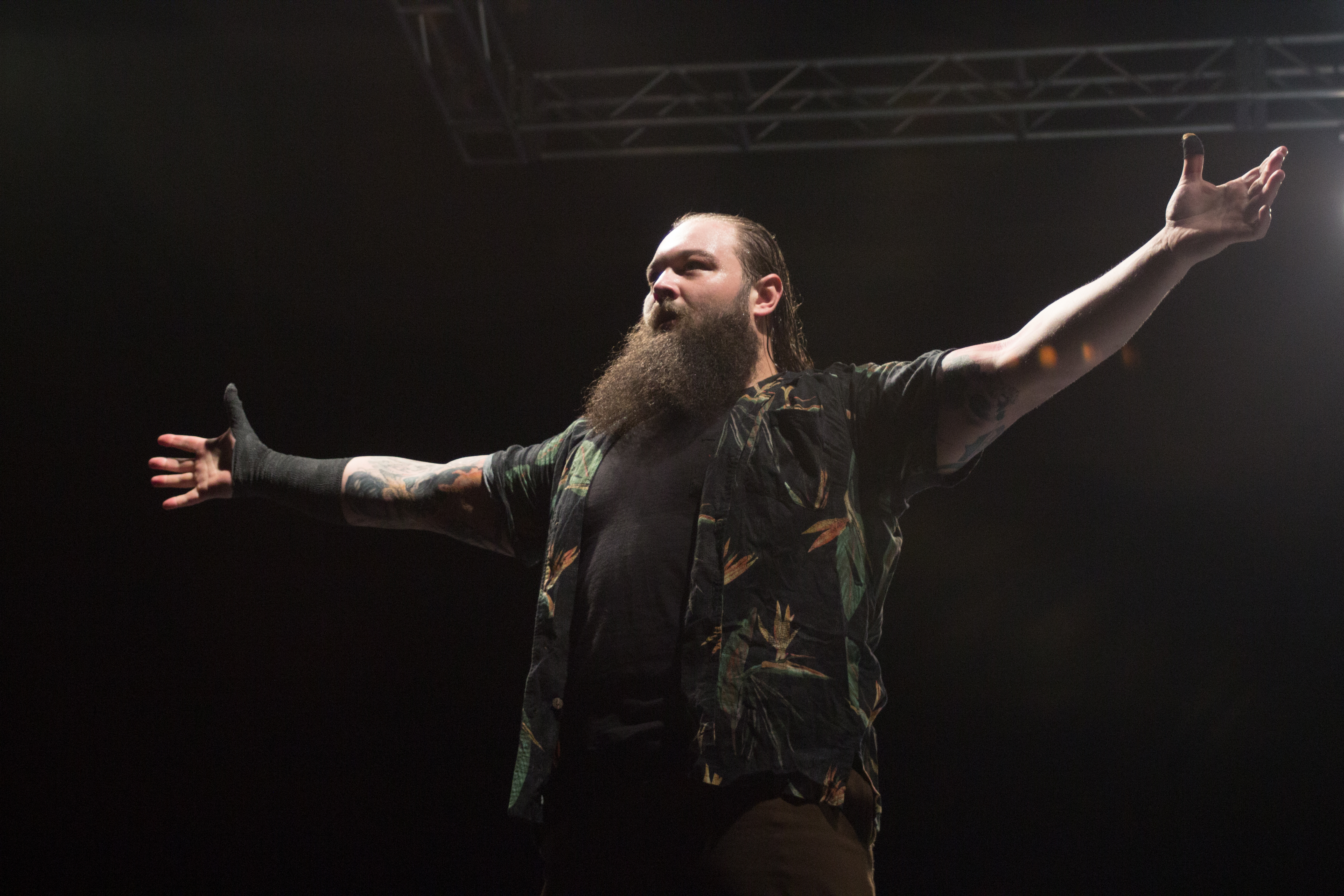
Bray Wyatt

- 2016: Victoria Martens, niña estadounidense asesinada (n. 2006).
- 2016: Walter Scheel, político alemán, presidente de Alemania entre 1974 y 1979 (n. 1919).
- 2016: Roger Y. Tsien, bioquímico estadounidense, premio nobel de química en 2008 (n. 1952).
- 2019: Arun Jaitley, abogado y político indio (n. 1952).
- 2020: Pascal Lissouba, político congoleño, presidente del Congo entre 1992 y 1997 (n. 1931).
- 2020: Jorge Sanjinez Lenz, veterano de guerra peruano (n. 1917).
- 2021: Hissène Habré, político chadiano, presidente de Chad entre 1982 y 1990 (n. 1942).
- 2021: Mario Guilloti (75), boxeador argentino (n. 1946).
- 2021: Charlie Watts (80), baterista y músico británico, de la banda The Rolling Stones (n. 1941).
- 2023: Gio Bermejo (33), cantante, compositor y actor (n.1990)
- 2023: Bray Wyatt (36), luchador profesional estadounidense (n. 1987).

## Celebraciones
- Día Internacional de la Música Extraña.[8]Ideado en 1997 por el músico y compositor neoyorkino Patrick Grant, para que las personas escucharan «música sin prejuicios».
- Día Internacional de los Parques Naturales. Para educar a la población mundial sobre la importancia de la conservación y protección de las especies existentes de fauna y flora en la naturaleza.
- Día de la Degradación del Planeta Plutón. Este día de 2006 Plutón, hasta entonces considerado el noveno planeta del Sistema Solar, fue reducido a la categoría de planeta enano.
- Día de los Cuchillos. Celebración originaria de Japón, extendida actualmente a muchos países.

 Por países
(Por orden alfabético)
- Argentina: 
  - Día del Lector. En conmemoración al natalicio de Jorge Luis Borges, escritor y poeta argentino, una figura clave de la literatura en habla hispana, quien alimentó esa pasión a lo largo de su vida y la transmitió en sus libros.
  -  Mendoza: 
    - Día del Padre (feriado especial).[9]A través de la Ley provincial 5131 se estableció este día 24 de agosto como Día del Padre en Mendoza, en referencia al nacimiento de Mercedes Tomasa San Martín y Escalada en 1816, la hija de José de San Martín, Libertador de América.

- Costa Rica: 
  - Día de los Parques Nacionales.

- El Salvador: 
  - Día del Mecánico.

- Estados Unidos: 
  - Día de la Hamburguesa (también Burger, sándwich hecho a base de carne picada, aglutinada en forma de filete cocinado a la parrilla o a la plancha).
  - Día Nacional del Waffle (también Gofre, especie de galleta gruesa de tipo oblea, con masa crujiente y esponjosa, parecida a un barquillo, que se cocina entre dos planchas calientes).

- Ucrania: 
  - Día de la Independencia.
24 de agosto de 1991 (33 años).[10]

- Uruguay: 
  - Noche de la nostalgia en la víspera de la Declaratoria de la Independencia.
  - Día del Payador.

### Santoral católico
- Bartolomé el Apóstol (fiesta).[11]

#### Santos
- San Abán.
- San Audoin
- San Agofrido.
- Santa Emilia de Vialar.
- San Eutíquio de Troas.
- San Jorge Limniotes.
- San Ircardo.
- Santa Juana Thouret.
- Santa Micaela.
- San Patricio el viejo.
- San Ptolomeo de Nepi.
- San Romano de Nepi.
- San Sandrato.
- San Taziano de Claudiópolis.

#### Beatos
- Beato André Fardeau
- Beato Antonio de Blanes
- Beato Eduardo Kaźmierski
- Beato Eduardo Klinik
- Beato Félix González Tejedor
- Beato Francisco Kesy
- Beato Fortunato Velasco Tobar
- Beato Isidro Torres Balsells
- Beato Jarogniew Wojciechowski
- Beato Luis Almécija Lázaro
- Beata María de la Encarnación Rosal
- Beato Maximiliano Binkiewicz
- Beato Miroslav Bulešic
- Beato Rigoberto Aquilino de Anta Barrio
- Beata Verónica Antal

 Por países
(Por orden alfabético)
- Bolivia: 

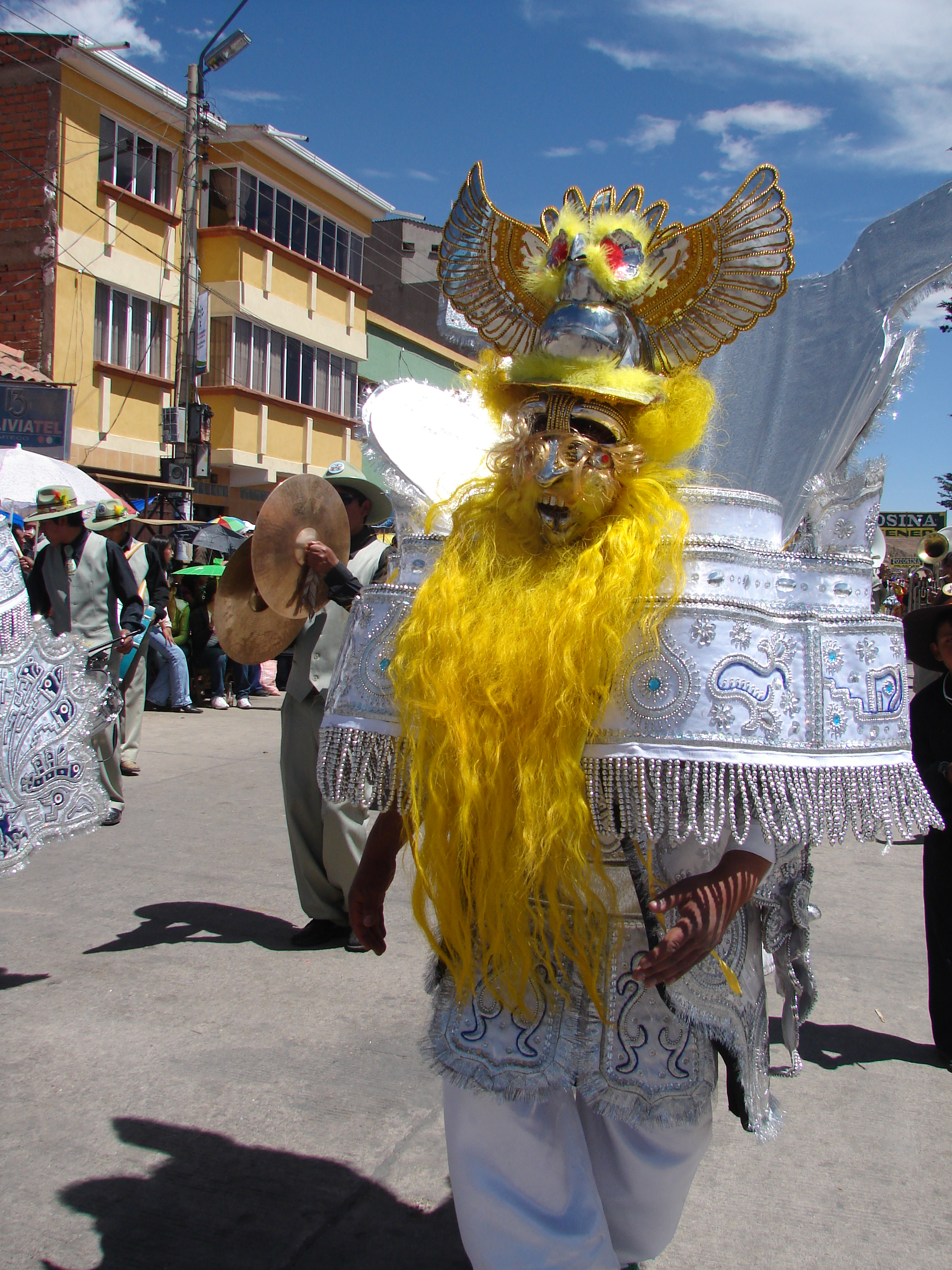
Entrada folclórica de la morenada en la fiesta de Ch'utillos.

  - Fiesta de Ch'utillos, o Fiesta de San Bartolomé,[12] festividad que se celebra anualmente en Potosí, en las tierras altas de Bolivia, en recuerdo de la legendaria victoria de San Bartolomé sobre el diablo. La conmemoración data de aproximadamente 1589.

- España: 
  - fiestas en honor a san Bartolomé apóstol en varias localidades:
  - La Almarcha (Cuenca).
  - Altorricón (Huesca).
  - Valloria (Soria).
  - San Bartolomé de las Abiertas (Toledo)
  - Ribaforada (Navarra).
  - Los Santos (Salamanca)
  - Borja (Zaragoza)
  - Liétor (Albacete).
  - Fiestas del Pote, en Santa Bárbara (Asturias)
  - Folgoso de la Carballeda (Zamora).
  - Trespaderne
  - Alcalá de Henares: Las Ferias
  - Casasimarro (Cuenca).
  - Cieza
  - Cimanes del Tejar (León)
  - Nieles (Granada).
  - Paterna del Campo
  - San Cristóbal de La Laguna
  - Vilasar de Dalt (Barcelona).
  - Molinillo (Salamanca).
  - Villayandre (León).
  - Aldeadávila de la Ribera (provincia de Salamanca): Fiestas del Toro (en honor a san Bartolomé).
  - Bimón (Cantabria).
  - Casavieja (Ávila).
  - San Bartolomé de Pinares (Ávila).
  - Cegama (Guipúzcoa).
  - Mesía (La Coruña).
  - Sitges (Barcelona).
  - Bohonal de Ibor, Cáceres
  - Tejina (Tenerife): Fiestas de los Corazones (en honor a san Bartolomé apóstol).
  - Almagro (Ciudad Real): inicio de las Ferias en honor a san Bartolomé.
  - Zarza Capilla (Badajoz).
  - Mairena del Alcor (Sevilla).
  - Nerva (Huelva).
  - San Bartolomé de Tirajana (Gran Canaria).
  - Sierra de Yeguas (Málaga).
  - Tricio (La Rioja).

- México: 
  - fiesta patronal anual en Tenayuca, Tlalnepantla, Estado de México.